# 余庆堂 (嘉善)
余庆堂位于浙江省嘉兴市嘉善县西塘镇塘东街社区烧香港北街56号, 坐南朝北，建于民国年间。2000年作为明清木雕馆开放。
余庆堂前后二进，面积135平方米。两进之间设仪门。前进为平房，后进为楼房。后门有河埠及美人靠。
2010年6月7日,余庆堂公布为嘉善县文物保护单位。